# 陈联寿
陈联寿（1934年3月14日—），祖籍福建惠安，生于浙江定海，中国大气科学专家。1957年毕业于南京大学。1982到1984年在美国科罗拉多州立大学从事热带气旋研究。曾任中央气象台台长、中国气象科学研究院院长、中国气象学会副理事长。现任中国气象科学研究院研究员、博导、学位评定委员会主席。获世界气象组织世界天气研究计划（WWRP）工作奖。1999年当选中国工程院院士。

## 头衔
- 中央气象台台长
- 中国气象科学研究院院长
- 中国气象学会副理事长
- 世界气象组织热带气象研究工作组（WGTMR）主席